# Base de lancement d'Uchinoura
| \| Position de la base de lancement de Uchinoura sur le territoire du Japon (en jaune pâle) \| Position de la base de lancement de Uchinoura sur le territoire du Japon (en jaune pâle) |
| Position de la base de lancement de Uchinoura sur le territoire du Japon (en jaune pâle)                                                                                                |

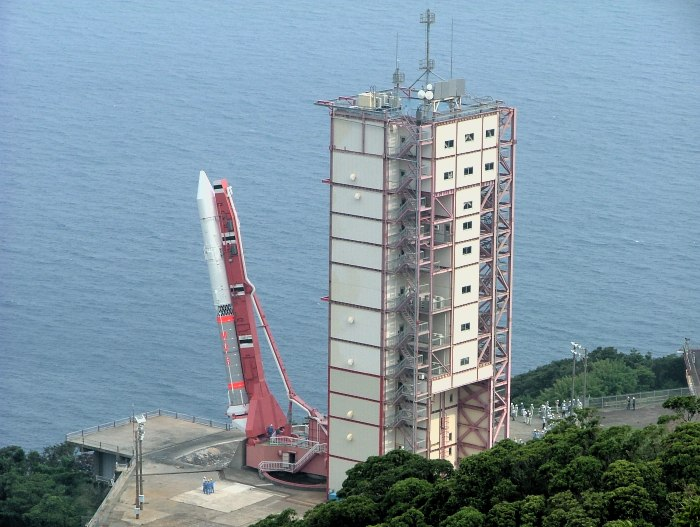
Installation de lancement des fusées M-V réutilisées par la suite par les fusées Epsilon.

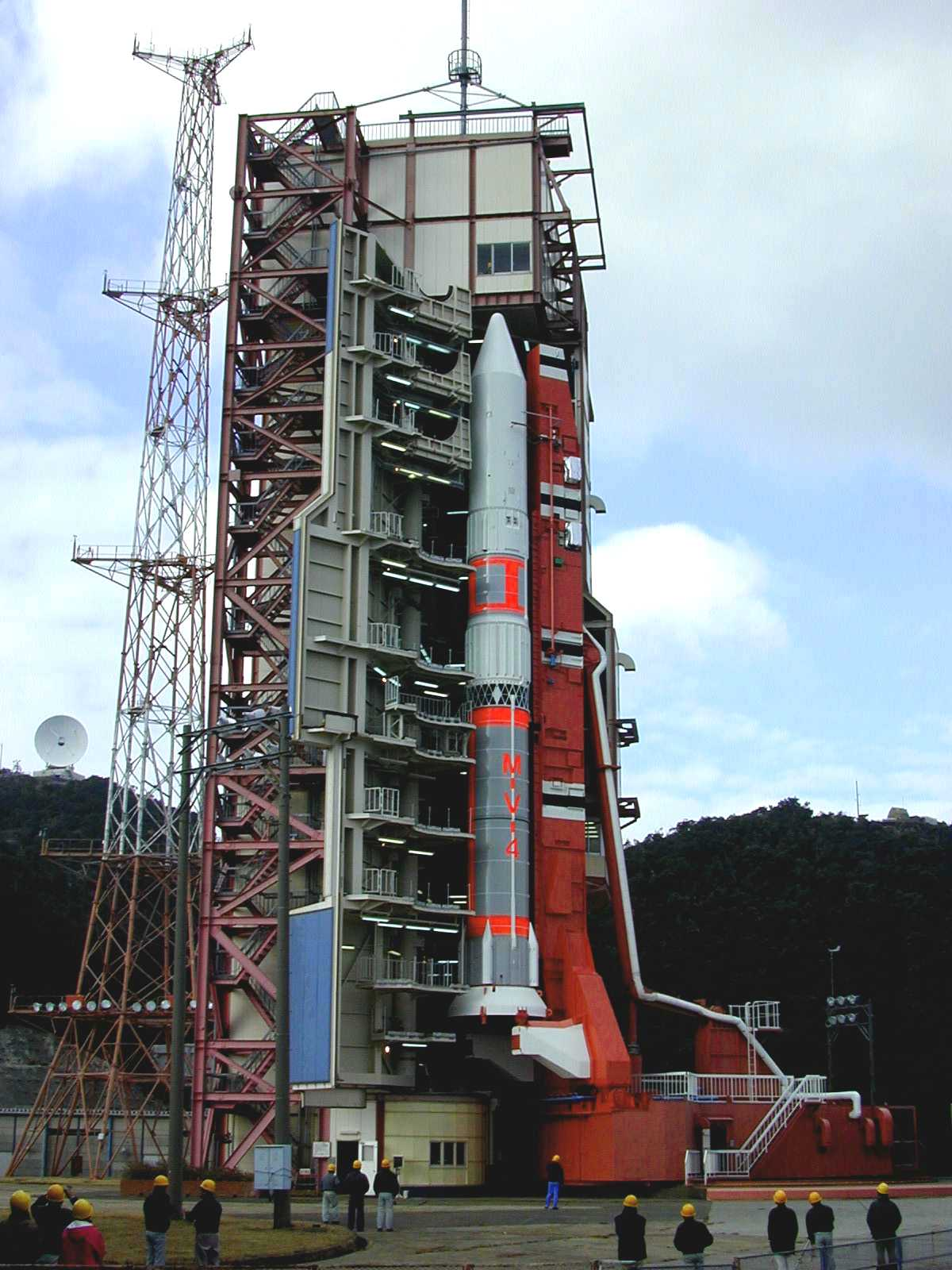
Une fusée M-V sur sa rampe de lancement.

La base de lancement d'Uchinoura (内之浦宇宙空間観測所, Uchinoura uchū kūkan kansokusho) est un centre spatial situé au Japon, sur la commune de Kimotsuki, dans la préfecture de Kagoshima, et utilisé pour lancer dans l'espace des missions scientifiques. Avant la création de l'agence spatiale japonaise (JAXA) en 2003, cette base était appelée centre spatial de Kagoshima (鹿児島宇宙空間観測所, Kagoshima uchū kūkan kansokusho).
Le centre est créé en 1962 par l'agence spatiale scientifique japonaise, l'ISAS, pour lui permettre de lancer sans risque ses fusées-sondes et ses satellites scientifiques. Les engins tirés sont tous à propergol solide et développés par l'ISAS : Kappa, Lambda, Mu, M-V. Après la création de la JAXA qui absorbe les entités de l'ISAS, la nouvelle agence spatiale lance depuis ce site sa dernière génération de lanceur à propergol solide : l'Epsilon. Le premier satellite artificiel japonais Ōsumi a été mis en orbite le 11 février 1970 par une fusée Lambda tirée depuis ce site.

## Création
L'université de Tokyo et l'ISAS développent au cours des années 1950 des fusées-sondes qui sont lancées depuis une plage isolée à Michikawa, dans la préfecture d'Akita. Mais, au début des années 1960, ces institutions développent des engins de plus en plus puissants. La  famille des fusées-sondes Lambda, qui prend la suite des Kappa, est conçue pour effectuer des vols suborbitaux atteignant l'altitude de 3 000 km. Leur portée s'étant fortement accrue, elles sont désormais susceptibles de s'écraser en Chine en cas de défaillance. L'Université de Tokyo se met à la recherche d'un site situé sur la côte Pacifique du Japon disposant de bonnes voies de communications mais faiblement peuplé et bénéficiant d'un climat clément. Après deux ans de recherche, le site d'Uchinoura dans la préfecture de Kagoshima (dans l'île de Kyūshū) est finalement retenu en 1961 malgré les temps de transport (31 heures de train pour aller à Tokyo) et l'opposition des pêcheurs locaux. Pour apaiser ces derniers, il est décidé que les tirs ne pourront avoir lieu que durant deux périodes d'une durée totale de 90 jours dans l'année (vers septembre et février), ce qui constituera une contrainte très forte pour les lancements et en particulier ceux des sondes spatiales. Malgré un relief très tourmenté, le site de 510 hectares est rapidement aménagé et le premier tir d'une Lambda 3, qui atteint une altitude de 1 000 km, a lieu en juillet 1964.
En février 2003, à la suite de la création de l'Agence spatiale japonaise (JAXA), le centre initialement appelé centre spatial de Kagoshima est renommé centre spatial de Uchinoura.

## Activité
Le centre a été créé et longtemps géré  par l'agence spatiale scientifique japonaise, l'ISAS. Celle-ci a lancé depuis ce site ses fusées-sondes (environ quatre cents engins en date de 2015)  puis tous ses satellites scientifiques et sondes spatiales (environ trente engins) à l'aide des fusées à propergol solide qu'elle développait : Kappa, Lambda, Mu, M-V. Après la création de la JAXA qui a absorbé les entités de l'ISAS, la nouvelle agence spatiale lance depuis ce site sa dernière génération de lanceur à propergol solide : l'Epsilon. La JAXA dispose par ailleurs de la base de lancement de Tanegashima d'où sont tirés ses lanceurs moyen/lourds.

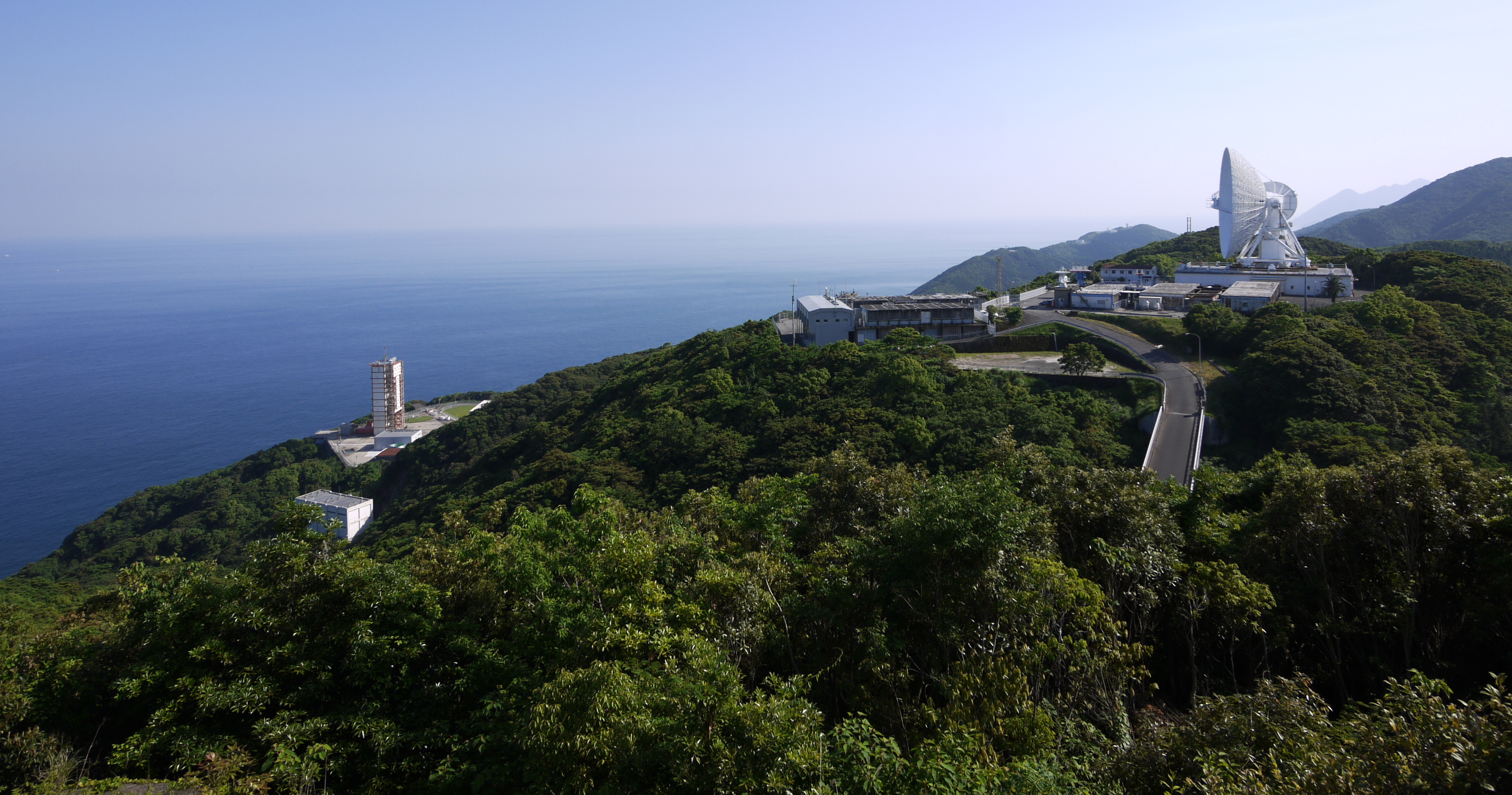
Sur cette vue d'ensemble du site très escarpé en mai 2015, on distingue à gauche le pas de tir principal et à droite une des antennes paraboliques.

## Installations
Le centre possède  plusieurs antennes et centres de contrôle pour collecter et transmettre des données aux engins en orbite ou dans la phase de lancement.

### Tours de lancement
- Tour Kappa - 31° 15′ 08″ N, 131° 04′ 43″ E
- Tour Lambda - 31° 15′ 08″ N, 131° 04′ 43″ E
- Tour Mu - 31° 15′ 04″ N, 131° 04′ 53″ E
- Tour M-V - 31° 15′ 04″ N, 131° 04′ 55″ E réutilisée par les lanceurs Epsilon
- Tour temporaire - 31° 15′ 10″ N, 131° 04′ 31″ E

### Sources
- (en) Brian Harvey, Henk H F Smid et Theo Pirard, Emerging space powers : The new space programs of Asia, the Middle East ans South America, Springer Praxis, 2010 (ISBN 978-1-4419-0873-5)
- (en) Hideo Itogawa et al., Survey of japanese space program with emphasis on kappa and lambda type observation rockets, NASA, 1963, 449 p. (lire en ligne)compilation de notes techniques sur les fusées sondes Kappa, la mise au point de la fusée sonde Lambda et la création du Centre spatial de Uchinoura (traduit par la NASA)